# Philippe Dupuy
Pour les articles homonymes, voir Dupuy.
Philippe Dupuy est un dessinateur et scénariste français de bande dessinée, né le 15 décembre 1960 à Sainte-Adresse (Seine-Maritime).

## Biographie
Philippe Dupuy fait ses études à l'École nationale supérieure des arts décoratifs. Un de ses travaux d'étudiant, l'illustration en gros plan d'un rhinocéros ayant une marque de rouge à lèvres réalisée pour le Zoo de Paris, le fera remarquer. Il publie ses premières bandes dessinées dans le mensuel belge Aïe en 1980.

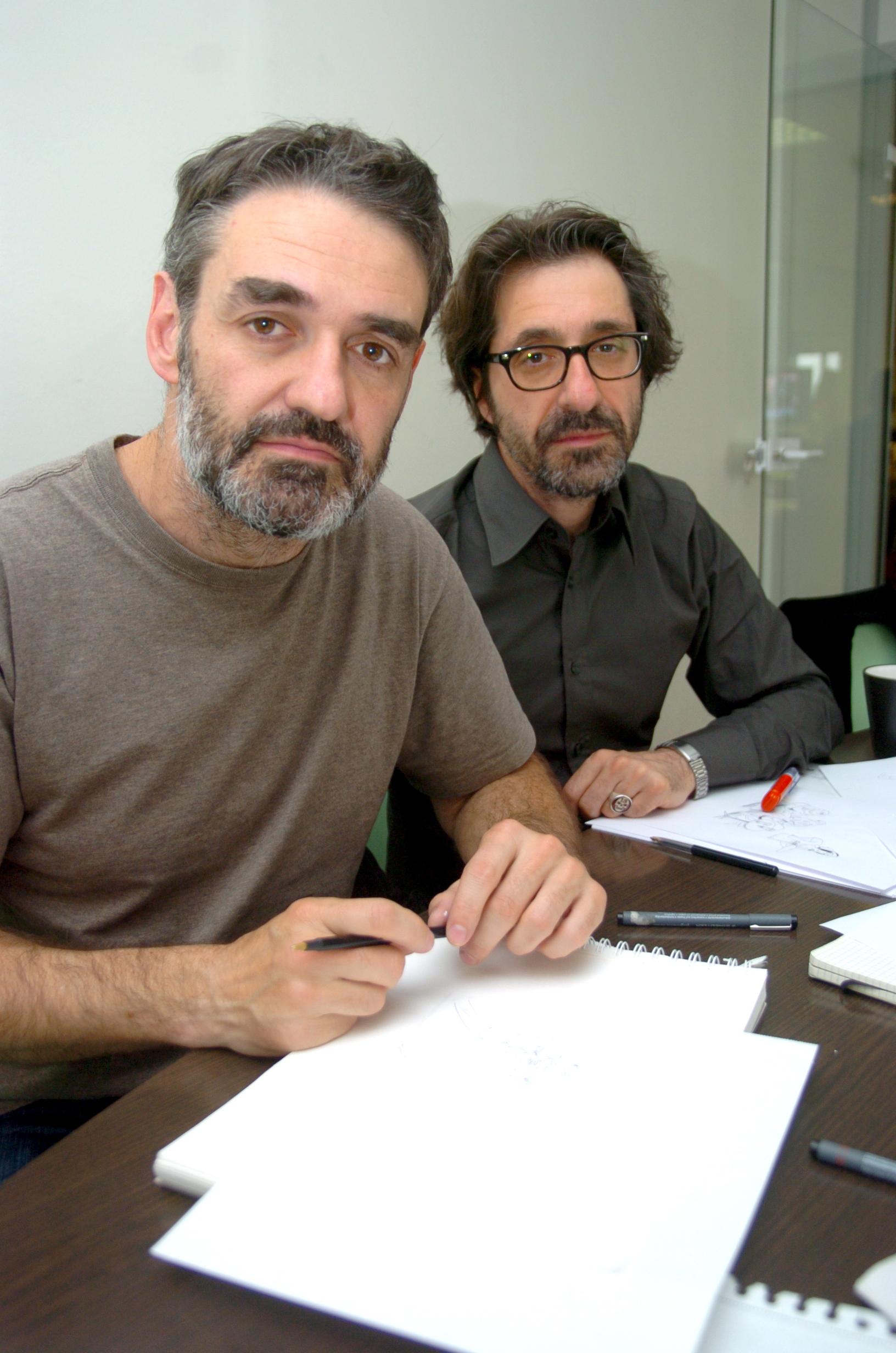
Le duo Philippe Dupuy (à gauche) et Charles Berberian (à droite), le 05 juin 2008 à Paris.

En 1983, il rencontre Charles Berberian et entame avec lui une collaboration toujours vivante. Ils comptent plus de 25 albums à leur actif et de nombreux travaux d'illustration, signés Dupuy-Berberian. En 1989, Le Journal d'Henriette remporte l'Alph-Art coup de cœur au festival d'Angoulême. En 1999, Monsieur Jean remporte l'Alph-Art du meilleur album français.
Philippe Dupuy fait une apparition dans le court-métrage Monde extérieur (2004) de David Rault, scénarisé par Michel Houellebecq et Loo Hui Phang. Il a aussi écrit et dessiné seul, notamment lors de la « parenthèse solo » du duo en 2005 au cours de laquelle il publie Hanté (éd. Cornélius). Cet album très personnel sera nommé pour le Prix du meilleur album du Festival d'Angoulême 2006. En 2012, il réalise les dessins de Memories of the Missing Room spectacle musical du groupe Moriarty mis en scène par Marc Lainé.
Avec Charles Berberian, Philippe Dupuy est récompensé en 2008 par le grand prix de la ville d'Angoulême à l'occasion de la 35e édition de Festival international de la bande dessinée. En 2003, ils ont également remporté un Inkpot Award aux États-Unis.

## Filmographie
- Bicéphale (2001), court-métrage d'animation, coréalisé avec Loo Hui Phang et David Rault, distribué par les éditions Beeld Beeld.